# Пламб, Эдвард
Эдвард «Эд», «Эдди» Холкомб Пламб (англ. Edward «Ed», «Eddy» Holcomb Plumb ; 6 июня 1907 — 18 апреля 1958) — американский кинокомпозитор и оркестратор, наиболее известный по своей работе в студии Уолта Диснея. Он был музыкальным руководителем мультфильма «Фантазия», был одним из авторов музыки к фильму «Бэмби», а также оркестровал и расширил грозную, но простую трехнотную тему главного композитора фильма Фрэнка Черчилля.

## Биография
Эдвард Холкомб Пламб родился в Стриторе, штат Иллинойс. Его первой работой стала к короткометражному фильму Уолта Диснея «Мать гусь едет в Голливуд» в 1938 году. В последующие годы он неоднократно писал музыку для короткометражных анимационных фильмов, для Уолта Диснея, а также написал музыку для мультфильма «Том и Джерри», «Пропавший мышонок», потому что в это время композитор Скотт Брэдли был в отпуске. Помимо работы в качестве кинокомпозитора, Пламб также работал оркестратором (в том числе к фильмам «Питер Пэн», «Леди и бродяга», «Дамбо» и «Поезд бесстрашных»).
Эдвард был номинирован на «Оскар» четыре раза: «Бэмби» (1943), «Победа с помощью авиации» (1944), «Три кабальеро в лихорадке самбы» (1944) и «Три кабальеро» (1946).

## Личная жизнь
Эдвард Пламб был женат и имел трех дочерей.

## Смерть
Пламб умер от последствий долговременного употребления алкоголем 18 апреля 1958 года. Ему было 50 лет.